# Kabinett Szálasi

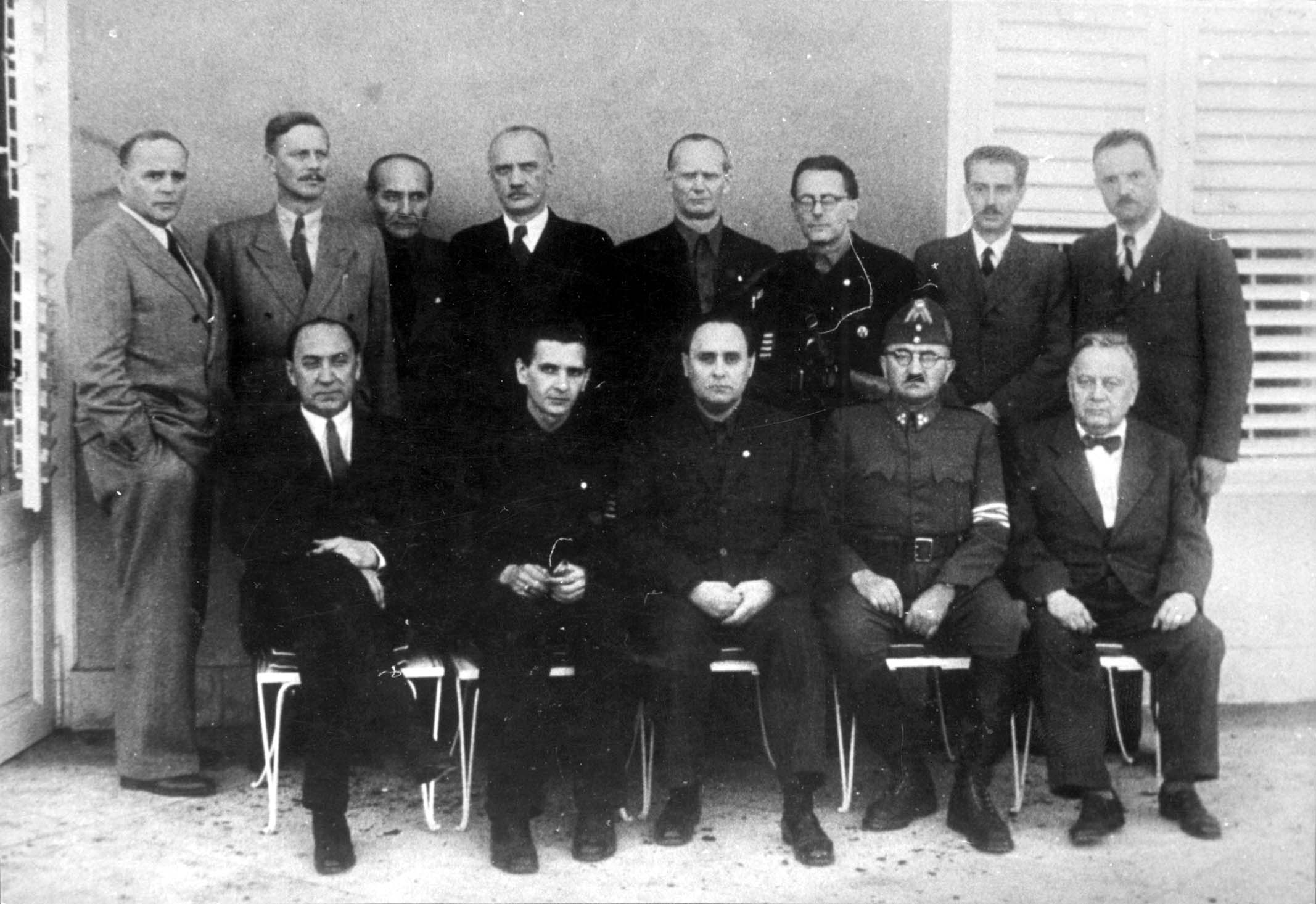
Kabinett Szálasi

Wappen Ungarns unter dem Szálasi-Regime

Das Kabinett Szálasi war die Regierung des Königreichs Ungarn 1944 bis 1945. Sie wurde am 16. Oktober 1944 nach dem Unternehmen Panzerfaust von den Pfeilkreuzlern unter Ferenc Szálasi mit Unterstützung des Deutschen Reichs gebildet und bestand bis zu seiner Auflösung am 28. März 1945.

## Minister
Parteien:
_ Nyilaskeresztes Párt – Hungarista Mozgalom (Pfeilkreuzlerpartei – Hungaristische Bewegung)
_ Magyar Élet Pártja (Partei des Ungarischen Lebens)
_ Magyar Megújulás Pártja (Partei der Ungarischen Erneuerung)
_ Magyar Nemzetiszocialista Párt (Ungarische Nationalsozialistische Partei)
_ parteilos
| Amt                                                                    | Amtsträger | Amtsträger              | Beginn der Amtszeit | Ende der Amtszeit |
| ---------------------------------------------------------------------- | ---------- | ----------------------- | ------------------- | ----------------- |
| Ministerpräsident                                                      |            | Ferenc Szálasi          | 15. Oktober 1944    | 28. März 1945     |
| Stellvertretender Ministerpräsident                                    |            | Jenő Szöllősi           | 15. Oktober 1944    | 28. März 1945     |
| Außenminister                                                          |            | Gábor Kemény            | 15. Oktober 1944    | 28. März 1945     |
| Innenminister                                                          |            | Gábor Vajna             | 15. Oktober 1944    | 28. März 1945     |
| Verteidigungsminister                                                  |            | Károly Beregfy          | 15. Oktober 1944    | 28. März 1945     |
| Finanzminister                                                         |            | Lajos Reményi-Schneller | 15. Oktober 1944    | 28. März 1945     |
| Unterrichtsminister                                                    |            | Ferenc Rajniss          | 15. Oktober 1944    | 28. März 1945     |
| Ackerbauminister                                                       |            | Fidél Pálffy            | 15. Oktober 1944    | 28. März 1945     |
| Industrieminister                                                      |            | Emil Szakváry           | 15. Oktober 1944    | 28. März 1945     |
| Verkehrs- und Handelsminister                                          |            | Lajos Szász             | 15. Oktober 1944    | 28. März 1945     |
| Justizminister                                                         |            | László Budinszky        | 15. Oktober 1944    | 28. März 1945     |
| Minister für öffentliche Versorgung                                    |            | Béla Jurcsek            | 15. Oktober 1944    | 28. März 1945     |
| Minister ohne Geschäftsbereich für die Mobilmachung der Nation         |            | Emil Kovarcz            | 15. Oktober 1944    | 28. März 1945     |
| Minister ohne Geschäftsbereich für Nationalverteidigung und Propaganda |            | Ferenc Kassai           | 15. Oktober 1944    | 28. März 1945     |
| Minister ohne Geschäftsbereich um die Person des Führers der Nation    |            | Árpád Henney            | 15. Oktober 1944    | 28. März 1945     |